# 彭家巷社区
彭家巷社区（ほうかこうしゃく）は、広州市越秀区六榕街道の社区。

## 交通
- 地下鉄の駅：
- バス：